# 逢坂南
逢坂 南（あいさか みなみ、Minami Aisaka、1994年10月26日 - ）は、日本のタレント、グラビアアイドル。千葉県出身。キャスティングドットジェイピー所属。

## 来歴
- 2011年、高校1年時にデビュー。
- 活動が確認されているのは2014年、19歳時まで。

## 人物
- 趣味は歌うこと[1]。
- 特技は人と話すこと、メイク、漢字検定準2級[1]。

## 出演作品

### DVD
1. POM POM！(アースゲート、2012年4月)
2. JK 温泉(日本メディアサプライ、2012年10月)
3. Pure Smile(竹書房、2013年2月)
4. トキノツバサニ ~触りたくなる一眼レフムービー~ 逢坂南  (@misty、2013年6月)
5. 逢いたいよ… (グラッソ、2013年12月)
6. 艶姫 (BNS、2014年3月)

## 出演

### TV
- おてんこしゃんこ　(千葉テレビ、2013年4月 - )　準レギュラー[2]

### 雑誌
- Men’s SPIDER(リイド社、2012年5月)
- ドカント(デジタルスタイル、2013年3月)

### Web
- ケータイヤングジャンプ(集英社、2009年11月) [3]

### 舞台
- ラフィン～笑いの免許証～[4][5]（舞台監督：内山清人）(アリスインプロジェクト、2013年2月、2013年1月30日 - 2月3日、シアターKASSAI) - 八千代晴香役

### ミュージックビデオ
- 未来予想図II（Acid Black Cherry）(2013年3月)

### その他
- アークバリア イメージガール(2013年)